# El noi dels elefants
El noi dels elefants (títol original: Elephant Boy) és una pel·lícula d'aventures britànica de 1937 protagonitzada per l'actor indi Sabu en el seu debut cinematogràfic. El documentalista Robert J. Flaherty, que va produir algunes de les imatges a l'Índia, i el director supervisor Zoltan Korda, que va completar la pel·lícula, van guanyar el premi al millor director al Festival de Venècia. La pel·lícula es va fer als estudis London Films de Denham i a Mysore, a l'Índia; i està basada en la història " Toomai of the Elephants " del llibre de la selva de Rudyard Kipling (1894). Està doblada al català.

## Argument
Un petit nen natiu afirma que coneix el lloc de congregació dels ramats d'elefants.

## Repartiment
- Sabu com Toomai
- W. E. Holloway com Pare
- Walter Hudd com Petersen
- Allan Jeayes com Machua Appa
- Bruce Gordon com Rham Lahl
- D. J. Williams com Hunter
- Wilfrid Hyde-White com Comissari

## Recepció crítica
En una ressenya contemporània, The New York Times va trobar el film com "una de les pel·lícules de la selva més agradables. Tenint una història senzilla en el seu cor, ha tingut la saviesa i el bon gust per explicar-la de manera senzilla i sense recórrer al sensacionalisme sintètic. Sabu, el seu heroi de 12 anys, mai és perseguit per un tigre, abraçat per una pitó o deixat caure en un remolí de cocodrils", i va concloure que "Sabu, el nen indi, és un petit jove de cara assolellada, la naturalitat del qual sota l'escrutini de la càmera hauria de fer rubor a les cares dels precoços nens meravellosos de Hollywood. És un actor molt millor que els actors britànics que el Sr. Flaherty va intentar disfressar darrere de les barbes encrestades i els noms indis". Altres crítics van ser menys amables. Escrivint per The Spectator l'any 1937, Graham Greene va donar a la pel·lícula una mala crítica, caracteritzant-la com una "pel·lícula vacil·lant i repetitiva" i assenyalant que el "assoliment diminut decebedor" va ser causat directament per "una enorme publicitat anticipada, [el] director sense contacte amb la premsa durant mesos, [i] rumors". Greene va criticar el director Flahery per haver estrenat una pel·lícula amb "mal tall, [] treball d'estudi terrible [i una] adaptació per a vianants [de] la història de Kipling", i va especificar que el "crim positiu" més gran de Flaherty a la pel·lícula va ser la construcció de la seva història.
Més recentment, Time Out va pensar que la pel·lícula era "amable però antiquada", i concretament: "La ficció i les imatges documentals es comenten amb inquietud, però aquesta última (filmada per Flaherty a l'Índia) es pot veure de manera vívida".